# Yiannakis Omirou
Yiannakis Omirou (en griego: Γιαννάκης Ομήρου; Pafos, 18 de septiembre de 1951) es un político grecochipriota. Fue presidente de la  parlamento chipriota desde 2011 hasta el 2016 y fue dirigente del partido político EDEK entre 2001 y 2015.
Omirou nació en Pafos y estudió leyes en la Universidad de Atenas. Fue un activo miembro del movimiento de resistencia contra el golpe de Estado en Chipre de 1974. Es soltero y habla fluidamente inglés.